# Bliecos
Bliecos ist ein Ort und eine Gemeinde (municipio) mit nur noch 26 Einwohnern (Stand: 2024) im Osten der spanischen Provinz Soria in der Autonomen Gemeinschaft Kastilien-León. Die Gemeinde gehört zur bevölkerungsarmen Serranía Celtibérica. Neben dem Hauptort Bliecos gehört die Ortschaft Torre de Serón zur Gemeinde. 

## Lage
Bliecos liegt in einer Höhe von ca. 1045 m. Die Provinzhauptstadt Soria ist gut 35 km (Fahrtstrecke) in nordwestlicher Richtung entfernt. Das Klima im Winter ist kühl, im Sommer dagegen durchaus warm; die geringen Niederschläge (ca. 455 mm/Jahr) fallen – mit Ausnahme der eher regenarmen Sommermonate – verteilt übers ganze Jahr.

## Bevölkerungsentwicklung
| Jahr      | 1970 | 1981 | 1991 | 2001 | 2011 | 2021 |
| Einwohner | 100  | 77   | 71   | 56   | 43   | 29   |

Der deutliche Bevölkerungsrückgang seit den 1950er Jahren ist im Wesentlichen auf die Mechanisierung der Landwirtschaft, die Aufgabe bäuerlicher Kleinbetriebe (Höfesterben) und den damit einhergehenden Verlust an Arbeitsplätzen zurückzuführen.

## Sehenswürdigkeiten
- Aemilianuskirche
- Marienkapelle
- Maurenturm
- Kloster Unser Lieben Frau von Huerta